# Airbus A320
Airbus A320 — семейство среднемагистральных узкофюзеляжных самолётов для авиалиний малой и средней протяжённости, разработанных европейским консорциумом «Airbus S.A.S». Выпущенный в 1988 году, он стал первым массовым пассажирским самолётом, на котором была применена электродистанционная система управления (ЭДСУ, англ. fly-by-wire).
Главным конкурентом семейства Airbus A320 является семейство Boeing 737.

## Разработка
Наибольшее количество воздушных перемещений совершается на расстояния от одной до пяти тысяч километров. Именно поэтому самыми большими сериями выпускаются среднемагистральные самолёты. Одним из таких лайнеров является Airbus A320.

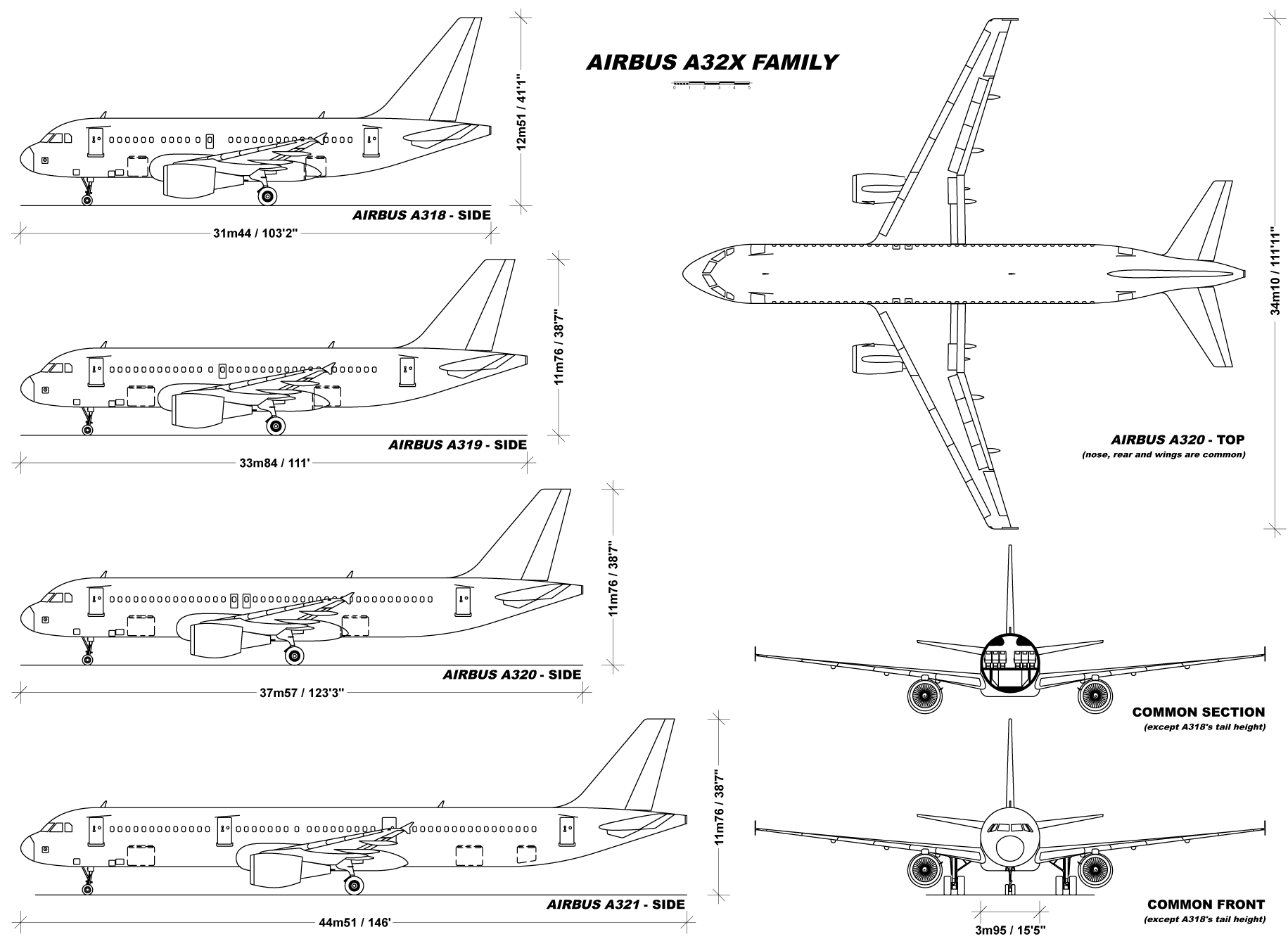
Семейство A320 в трёх проекциях

После успеха Airbus A300 консорциум Airbus начал разработку нового самолёта, призванного заменить самый популярный в то время самолёт — Boeing 727 и ранние варианты Boeing 737 и позволить компании завоевать самый крупный сегмент рынка — среднемагистральный.
Задача была сложной. Предполагалось создать самолёт аналогичных размеров, но более совершенный с точки зрения экономии и с различными вариантами пассажировместимости. Основными среднемагистральными самолётами в то время были Boeing 737 и McDonell Douglas DC9. Чтобы превзойти эти самолёты необходимо было использовать наиболее передовые и прогрессивные технологии. Созданием концепции принципиально нового авиалайнера занимались не только в компании Airbus, большую работу проделал центр исследований British Aerospace, разработанный там проект стал базой для всех разновидностей А320. Тогда же были определены примерные параметры будущего лайнера — вместимость около 150 пассажиров, дальность полёта примерно 3500 км. Получить преимущество перед конкурентами предстояло по нескольким основным направлениям:
- для обеспечения безопасного полёта и облегчения работы экипажа на самолёте установили электродистанционную систему управления;
- для обеспечения высокого комфорта для пассажиров, фюзеляж сделали более широким, чем у Boeing-737;
- самолёт оборудовали двигателями с малым удельным расходом топлива и с уменьшенным шумом работы[3].

Для снижения общего веса самолёта в конструкции широко использовались композиционные материалы, при этом сохранялась прочность и основные эксплуатационные характеристики.
Организационный период создания будущего А320 затянулся из-за разногласий среди руководителей концерна. Споры возникли по вопросу о территориальном распределении производства по различным странам. К практической работе приступили только в 1984 г. 26 апреля 2012 года был выпущен первый самолёт семейства A320 с изменёнными винглетами.

## Конструкция
Аэродинамическая схема — двухмоторный низкоплан со стреловидным крылом, однокилевым вертикальным оперением, с турбовентиляторными двигателями, расположенными под крылом.
Характерная внешняя особенность A320 — чуть скошенная передняя стойка шасси.

## Планер
В конструкции самолёта — обширное применение композитных материалов (около 20 %). В основном используется Glass-fiber reinforced plastic (пластик, армированный стекловолокном), Carbon-fiber reinforced plastic (пластик, армированный углеродным волокном), honeycomb core (сотовый заполнитель).
Практически вся механизация крыла выполнена из композитных материалов (предкрылки, закрылки, панели спойлеров, лючки, носовой обтекатель), а вертикальное оперение полностью изготовлено из композита. Передняя кромка горизонтального стабилизатора также композитная.

### Фюзеляж
А320 имеет фюзеляж типа полумонокок. Конструктивно фюзеляж разделён технологическими стыками на пять отсеков: носовой, передний, центральный, задний и хвостовой. Носовой, центральный и хвостовой отсеки фюзеляжа выполнены одинаковыми для всех типов модификаций самолёта семейства А320, а длина переднего и заднего отсеков изменяется в зависимости от пассажировместимости самолёта.
Силовой набор фюзеляжа — шпангоуты и стрингеры, к которым крепится обшивка заклёпками. Обшивка работающая, переменной толщины. Толщина обшивки рассчитана в зависимости от испытываемых нагрузок.
Особенностью Airbus A320 является передовая по технической оснащённости (по меркам 1980-х годов) кабина пилотов и электродистанционная система управления (ЭДСУ). Вместо механических стрелочных приборов, информация о положении самолёта и состоянии его двигателей и вспомогательных систем выводится на шесть электронно-лучевых экранов (после начала выпуска A318 — на LCD), занимающих большую часть приборной доски. Кроме того, классические самолётные штурвалы заменены боковыми ручками (РУС), также называемые сайдстиками (англ. sidestick), расположенными по бокам кабины: РУС пилота, сидящего слева (капитан, командир воздушного судна) расположен слева от его сидения, а РУС пилота, сидящего справа (второй пилот), расположен справа от его сидения. Ручки управления связаны с рулевыми плоскостями следующим образом: любое движение сайдстика обрабатывается бортовыми компьютерами и информация передаётся по проводам к гидравлическим приводам, которые и совершают необходимые движения рулевых плоскостей (технология fly by wire). Высокий уровень автоматизации управления самолётом и его системами позволил ограничить число членов экипажа двумя пилотами.
Самолёт оснащён цифровым комплексом авионики EFIS производства французской фирмы Thomson-CSF, состоящим из шести цветных многофункциональных дисплеев для вывода пилотажно-навигационной информации, а также данных о работе бортовых систем и предупреждений об отказах. Вся авионика соответствует стандарту ARINC 700.
По сравнению с другими авиалайнерами сходных размеров, серия A320 отличается просторным пассажирским салоном с большими полками для ручной клади, большой грузовместимостью нижней (грузовой) палубы и широкими люками для загрузки багажа. После выпуска A318 на остальных самолётах семейства A320, в основном выпущенных после 2000 года, были также применены новшества (Enhanced version), введённые при производстве A318, такие как: замена облицовочных панелей салона; более вместительные полки для ручной клади (внутренний объём вырос на 11 %); новая Flight Attendant Panel (FAP) с сенсорным дисплеем; индивидуальное освещение над каждым пассажиром (Reading lights) на основе светодиодов; возможность регулировки яркости основного освещения в салоне от 0 до 100 %; ЖК-дисплеи в кабине пилотов вместо электронно-лучевых. Были также заменены некоторые компьютеры, логика компьютеров, изменения в механизмах и многое другое. По этим и другим причинам (включая сравнительно низкую стоимость обслуживания) A320 пользуется большой популярностью во всем мире.

### Крыло
Стреловидное крыло состоит из центроплана и двух отъёмных консолей. Крыло самолёта проходит через фюзеляж между шпангоутами 36 и 42. Силовой набор центроплана — передний и задний лонжероны, набор стрингеров (продольный набор); стыковочные нервюры (поперечный набор); верхняя и нижняя панели. Межлонжеронное пространство представляет собой герметизированный топливный кессон-бак. На центроплане имеется крепление для левой и правой отъёмных частей крыла.
Правая и левая отъёмные части крыла — силовой набор: лонжероны и стрингеры (продольный набор), нервюры (поперечный набор). Межлонжеронное пространство занимает герметизированный кессон-бак. Также отъёмная часть крыла включает в себя законцовки, переднюю кромку с пятью секциями предкрылков, заднюю кромку с внутренними и концевыми закрылками и элеронами, пять секций спойлеров на верхней поверхности. Кроме того, на неотъёмных частях крыла имеются узлы, крепления пилонов подвески двигателей и узлы крепления основных стоек шасси.

### Хвостовое оперение
Хвостовое оперение классической схемы состоит из киля с рулём направления и переставной стабилизатор с рулями высоты. Силовой набор стабилизатора: два лонжерона, стрингеры и нервюры, обшивка работающая. Диапазон перестановки стабилизатора от −4 до +13,5 градусов. Перекладка стабилизатора осуществляется винтовым механизмом вращаемым двумя гидроприводами. Руль высоты снабжён сервокомпенсатором. Силовой набор киля состоит из переднего и заднего лонжеронов, нервюр и работающей обшивки. Перед килем установлен форкиль, изготовленный из стекловолокна. Угол отклонения руля направления +/- 30 градусов.

### Шасси
Шасси трёхопорное. Амортизаторы воздушно-масляные прямого действия. Все три опоры убираются в фюзеляж. Основная опора убирается поперёк потока в сторону оси симметрии самолёта, а носовая опора против потока. Уборка и выпуск шасси производится с помощью гидравлики, управление электрическое. Передняя опора управляемая. Основные опоры снабжены системой торможения и антиюзовой автоматикой.

## Производство

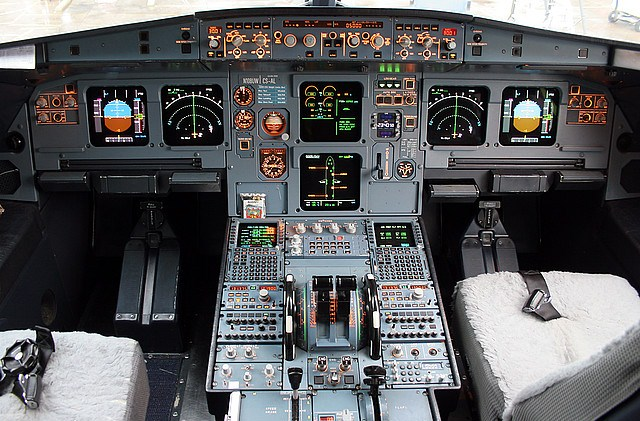
Кабина пилотов Airbus A319

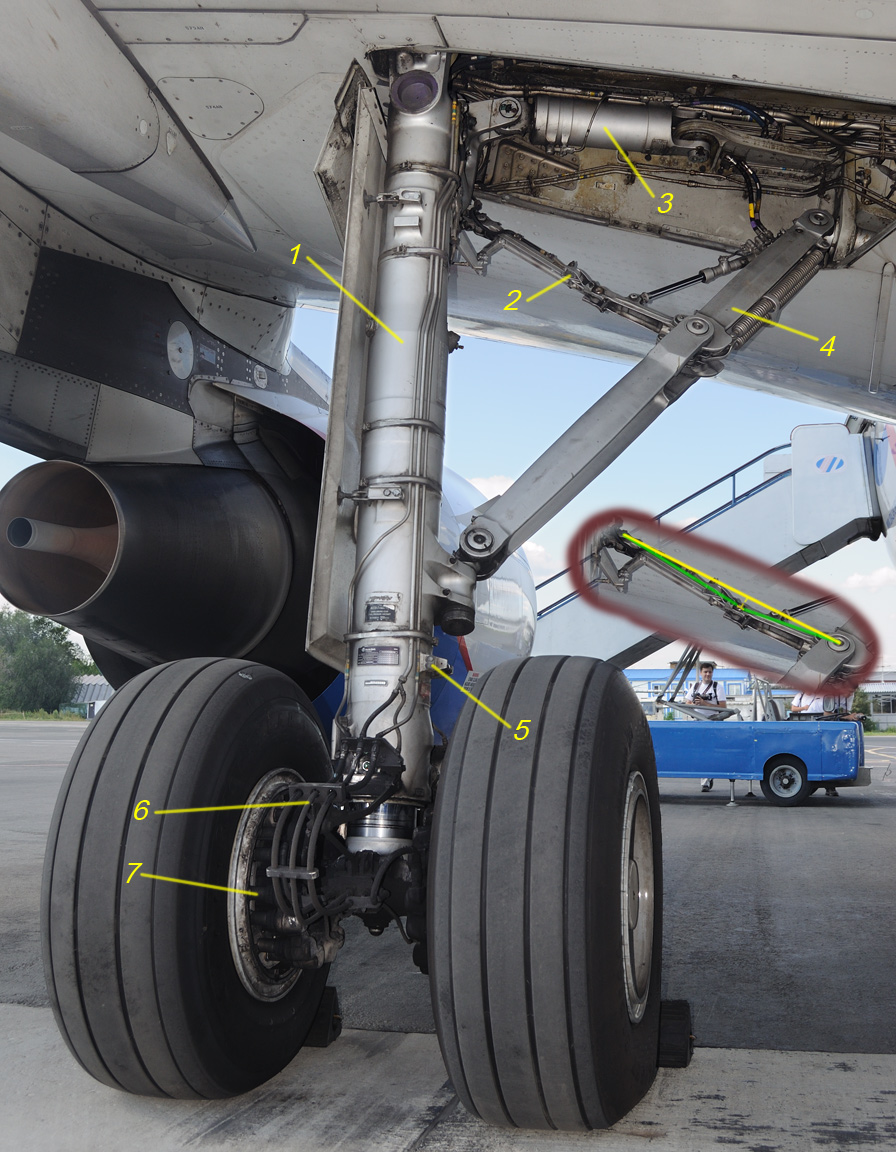
Основная опора шасси A320

До февраля 2008 года сборка A320 производилась только в Тулузе, однако с марта 2008 года, из-за большого спроса, сборку также развернули на заводе в Гамбурге-Финкенвердер. Все остальные версии семейства A320 производились и производятся в Гамбурге-Финкенвердер. Кроме этого, в Китае была открыта линия монтажа (FALA) самолётов семейства A320 с расчётной производительностью четыре машины в месяц (в 2011).
Компоненты с различных заводов концерна Airbus перевозят для окончательной сборки в Гамбург (A318, A319, A321) и Тулузу (A320). Практически все перевозки выполняются на самолёте A300-600ST «Белуга».
В ходе экономического оздоровления концерна Airbus в 2007 году немецким менеджерам удалось добиться переноса производства A320 из Франции в Германию. Число выпускаемых самолётов повысилось до 42 в месяц с 4-го квартала 2012 года.
Кроме того, производство авиалайнеров типа A320 налажено в Китайской Народной Республике. Планировалось с 2010 года, что китайские заводы концерна будут выпускать до пятидесяти самолётов в год. Также, Иркутский авиационный завод в России выпускает компоненты для авиалайнеров типа A320.
A320 помогает Airbus Industrie компенсировать потери, связанные с проблемами в производстве самолёта-гиганта A380. Портфель заказов формируют азиатские авиакомпании и лизинговые предприятия.
Самой большой проблемой для Airbus SAS остаётся низкий курс доллара. Оплата за самолёты производится в долларах, тогда как большая часть производства размещена в еврозоне.
С 2014 году фирма Airbus начала выпуск нового поколения A320 neo. Введён в эксплуатацию 21 января 2016.
В августе 2021 года количество поставленных самолётов Airbus семейства A320 превысило 10000 единиц (10005 единиц).

## Эксплуатация

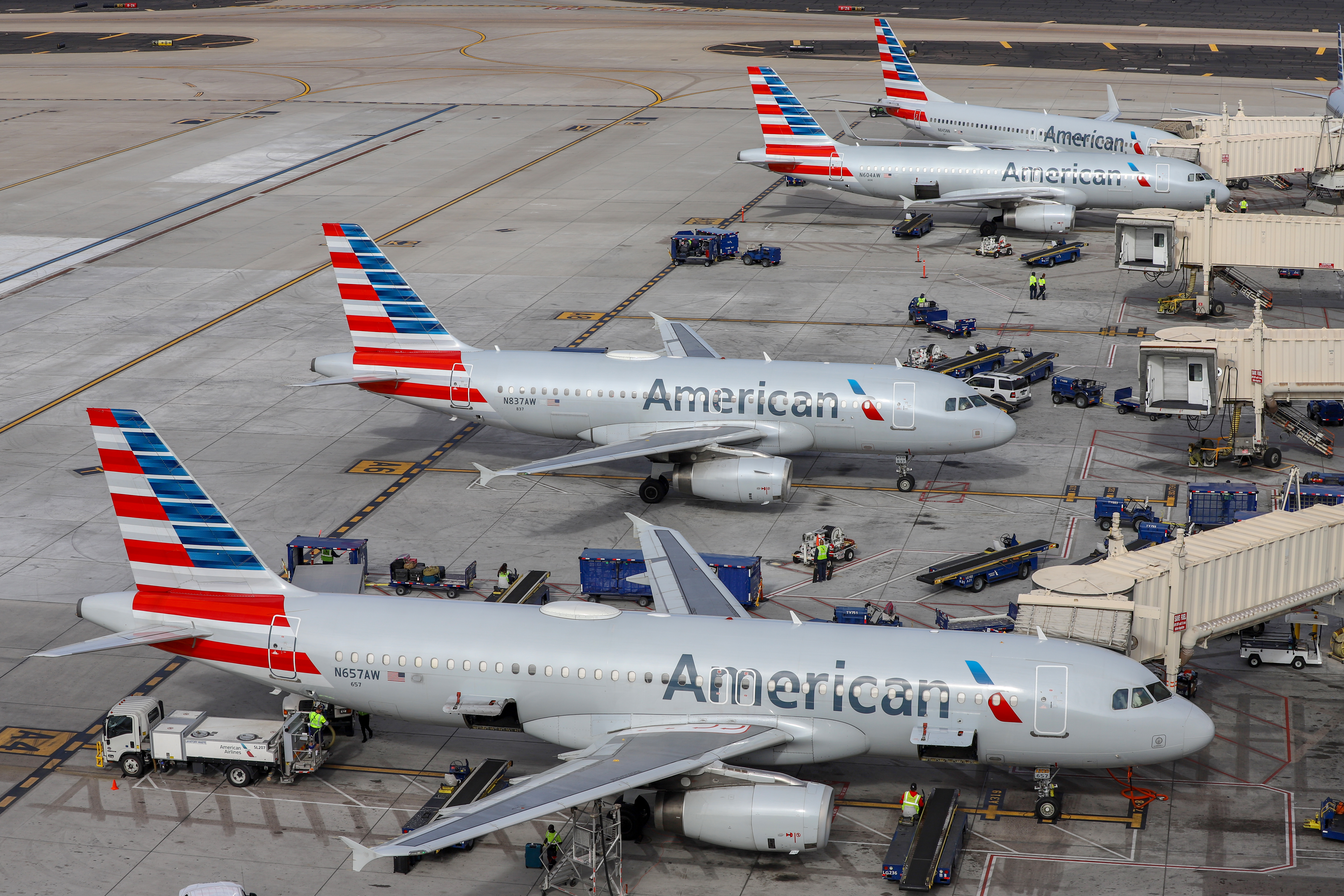
A320 авиакомпании American Airlines в аэропорте города Финикс, Аризона

Официально программа самолёта A320 началась в марте 1984 года. Первый полёт опытный самолёт A320 с двигателями CFM56-5A1 совершил 22 февраля 1987 года. В конце февраля 1988 года самолёт был сертифицирован в Европе, а в декабре — в США. В марте 1988 года авиакомпания Air France получила первый самолёт.
Самолёт A320 является первым в мире пассажирским самолётом с электродистанционной системой управления (ЭДСУ) или FBW (Fly by wire), кабиной экипажа, оснащённой боковыми рукоятками управления вместо обычных штурвальных колонок, и горизонтальным оперением, изготовленным полностью из композитных материалов. 150-местный самолёт A320 послужил основой для разработки самолётов A321 (170-местный, 1994), A319 (116-местный, 1996) и A318 (99-местный, 2003).
Airbus A320 имеет дальность полёта до 4900 км, крейсерская скорость — 840 км/ч. Вместимость — 140—180 пассажиров.

### Катастрофа
Аварии на ранних стадиях эксплуатации, в том числе катастрофы одного из первых серийных прототипов А320 Air France, серьёзно подпортили имидж самолёта и его компьютеризированной системы управления. Причина аварии так и не была окончательно определена, хотя в официальном заключении комиссии указывается на ошибку пилота. Тем не менее, существует мнение[чьё?], что виной всему компьютерные системы и ранее выявленные недостатки самолёта.

## Модификации

### A318

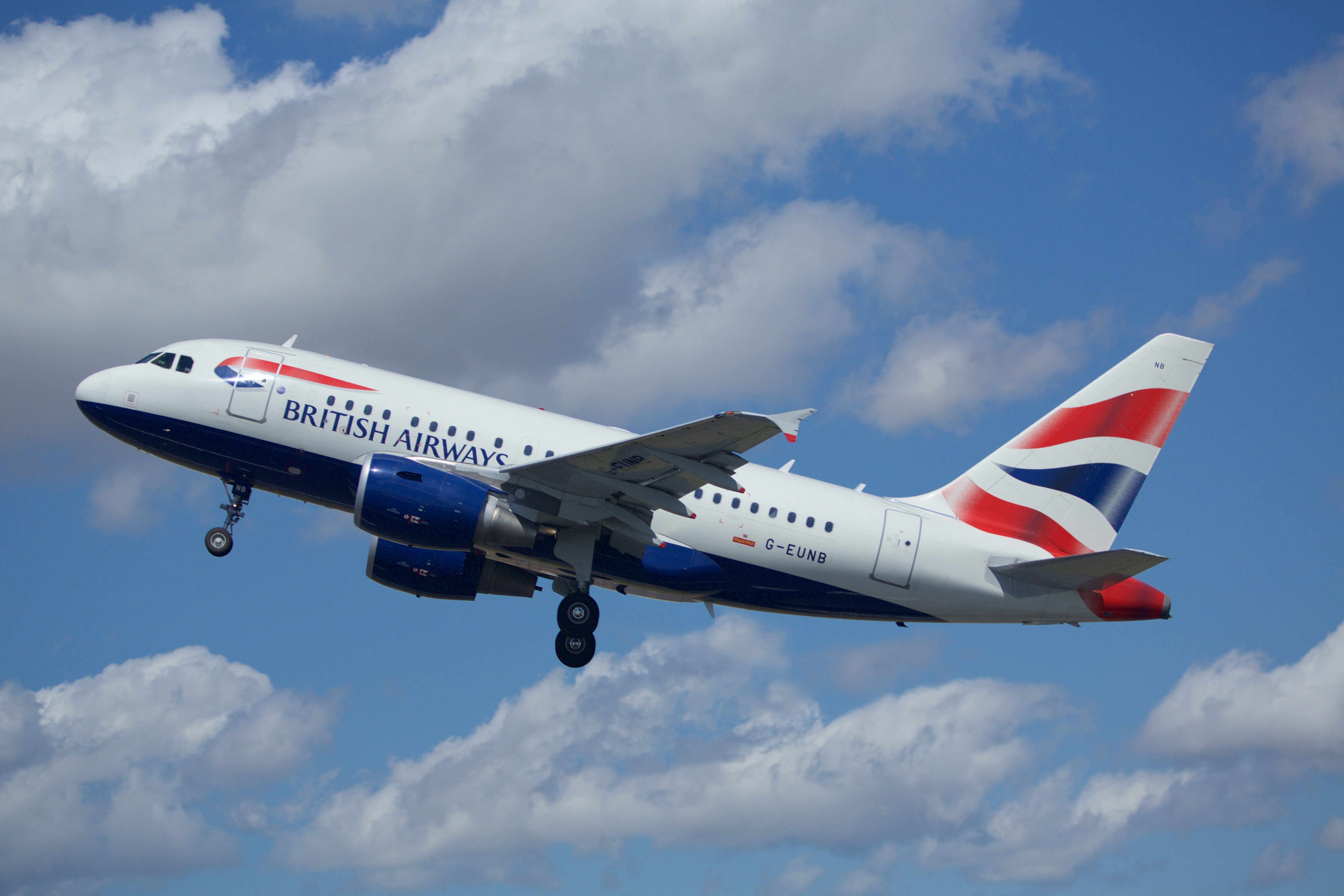
A318-112 British Airways

A318, рассчитанный на перевозку 107 пассажиров в типовой двухклассной компоновке или до 132 пассажиров в компоновке одного класса, был введён в эксплуатацию в июле 2003 года. Он может выполнять полёты на расстояние до 5950 км. A318 может эксплуатироваться на более коротких ВПП, чем другие самолёты аналогичной размерности.
Помимо этого, в 2007 году A318 был сертифицирован на выполнение посадок с более крутой траекторией снижения. Благодаря этим качествам в сочетании с низким уровнем создаваемого шума, A318 становится пригодным для эксплуатации с аэропортов, расположенных в черте городов.
На A318 был внедрён ряд улучшенных бортовых систем, которыми сейчас оснащаются и другие модели семейства A320, что позволяет повысить надёжность самолётов в эксплуатации и сократить затраты на техобслуживание и закупку запасных частей. В их числе внутрисалонная информационно-управляющая система с интерактивным экраном, размещённом на панели управления оборудованием салона (Cabin Intercommunication Data System).
A318 Elite — самый маленький и молодой из корпоративных самолётов Airbus. Цена самолёта — около $50 млн. Был продемонстрирован на выставке Jet Expo 2007 во Внуково-3 осенью 2007 года.

### A319

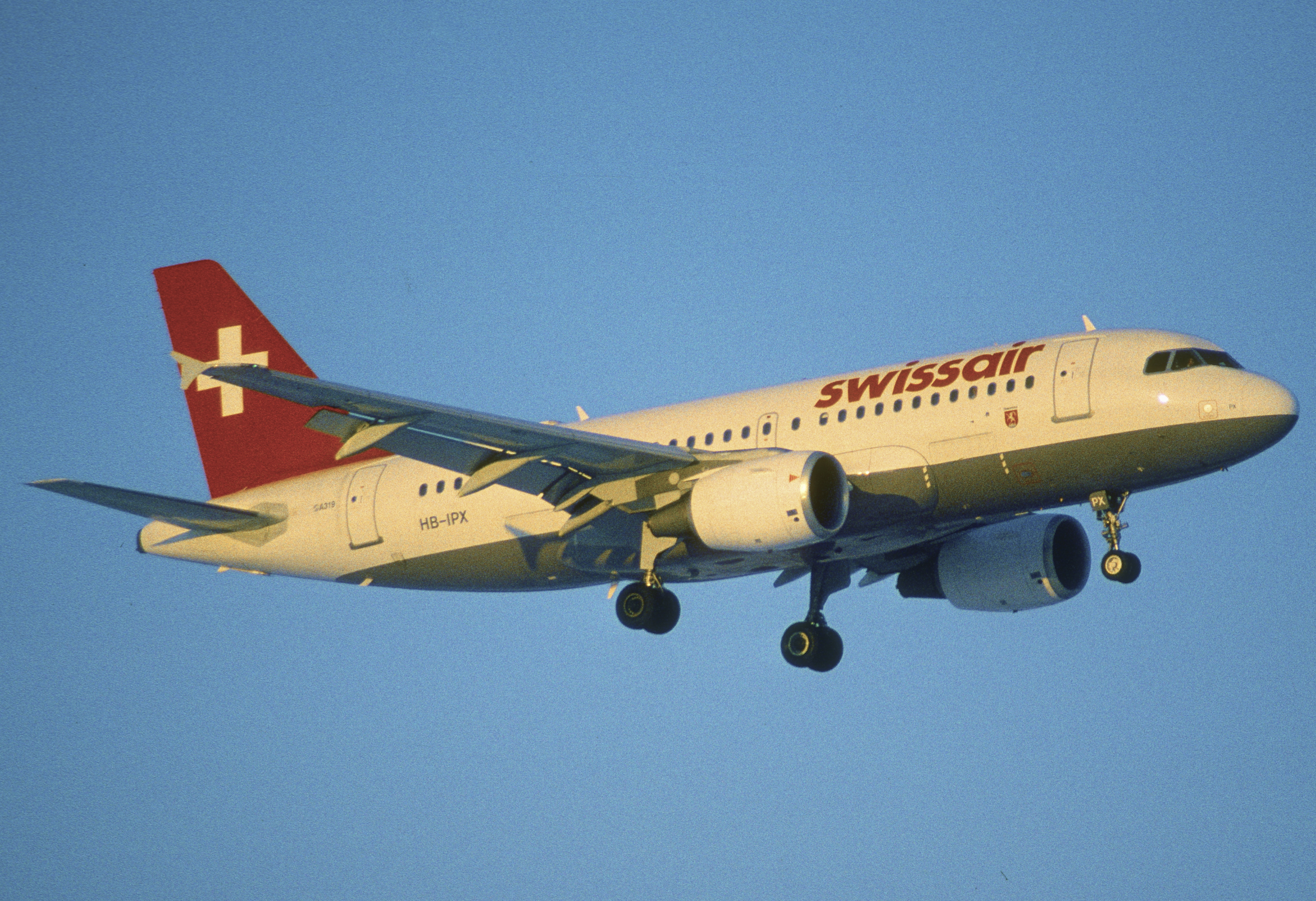
A319-112 компании Swissair

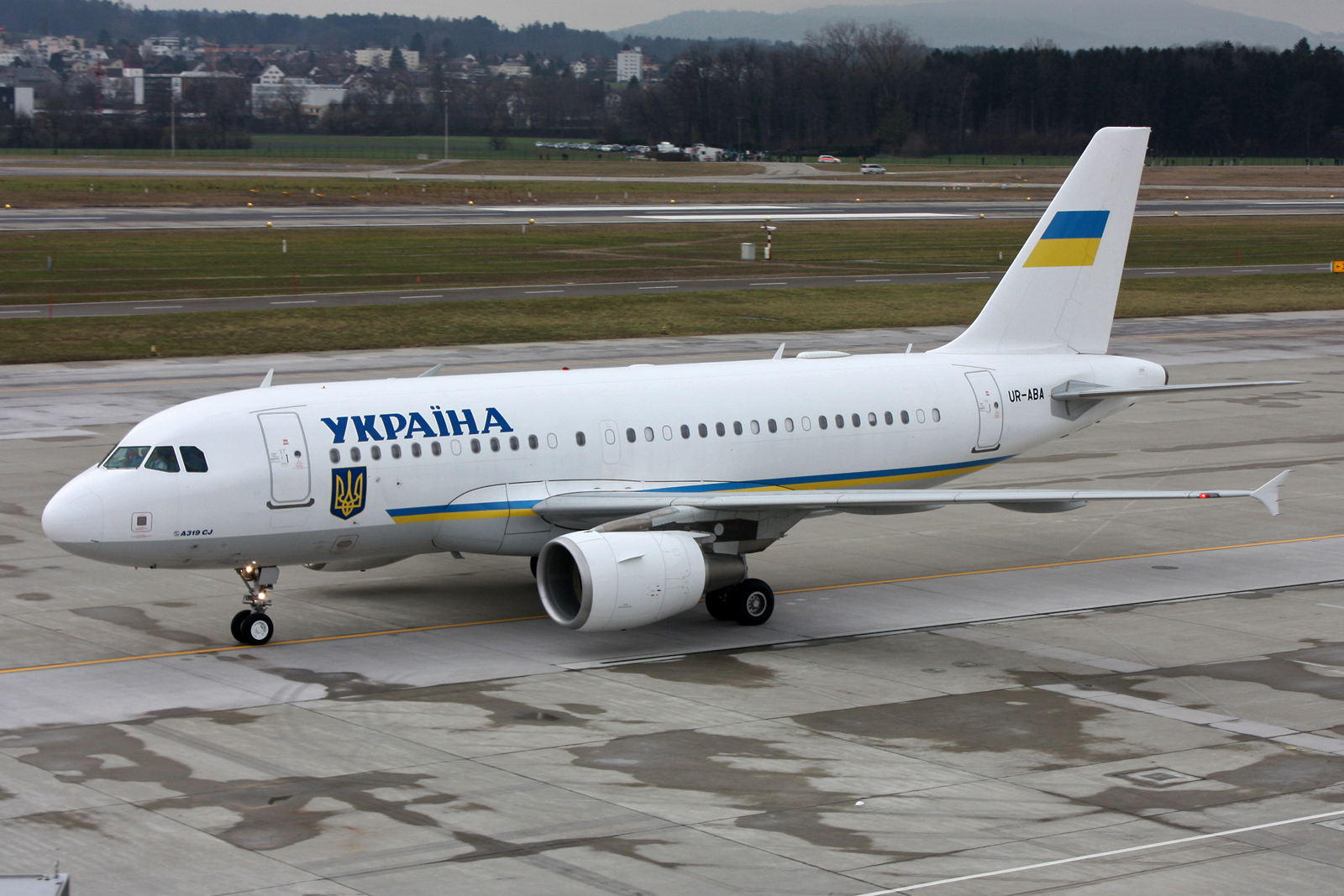
A319CJ ГА «Украина» правительства Украины в аэропорту Цюрих-Клотен в Швейцарии

А319 — это модификация A320 с укороченным фюзеляжем за счёт уменьшения количества пассажирских кресел на два ряда. Благодаря выпуску вариантов с разной дальностью полёта и вместимостью, эксплуатанты этого типа самолёта получают весомые преимущества. Помимо базовой модели, рассчитанной на перевозку 116 пассажиров на дальность до 6650 км, заказчикам предлагается вариант с увеличенной вместимостью до 158 кресел.
Airbus также предлагает три модификации A319:
- A319CJ — бизнес-самолёт с увеличенной дальностью полёта.
- A319LR — модификация Airbus A319 с дополнительными топливными баками, увеличивающими дальность полёта до 8300 км.
- A319ACJ (Airbus Corporate Jet) — бизнес-самолёт, перевозящий 39 пассажиров на расстояние до 12000 км.

### A320

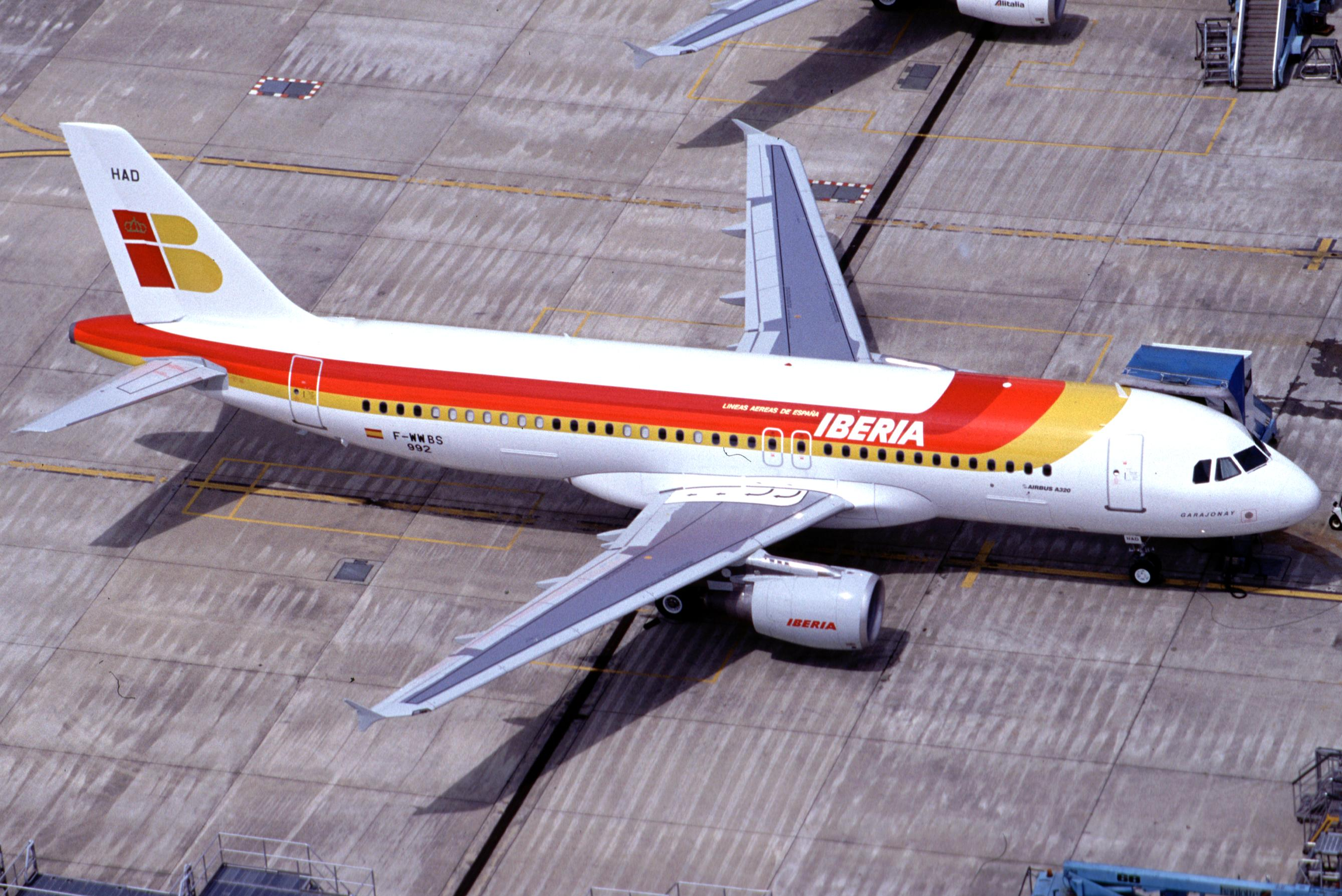
A320-214 Iberia

A320 — это узкофюзеляжный самолёт с одним центральным проходом в салоне, четырьмя пассажирскими входами и четырьмя аварийными выходами. В Airbus A320 могут максимально разместиться 180 пассажиров. В типичной 2-классовой компоновке 2+2 в бизнес-классе и 3+3 кресла в экономклассе) в салоне размещаются до 150 пассажиров. В грузовом отсеке могут поместиться семь контейнеров AKH — три в передней части, четыре в задней. A320 является моделью-основоположницей семьи A320. Средняя дальность полёта 4600 км. В зависимости от комплектации салона, с дополнительным топливным баком способен преодолевать расстояние в 5500 км.

### A321

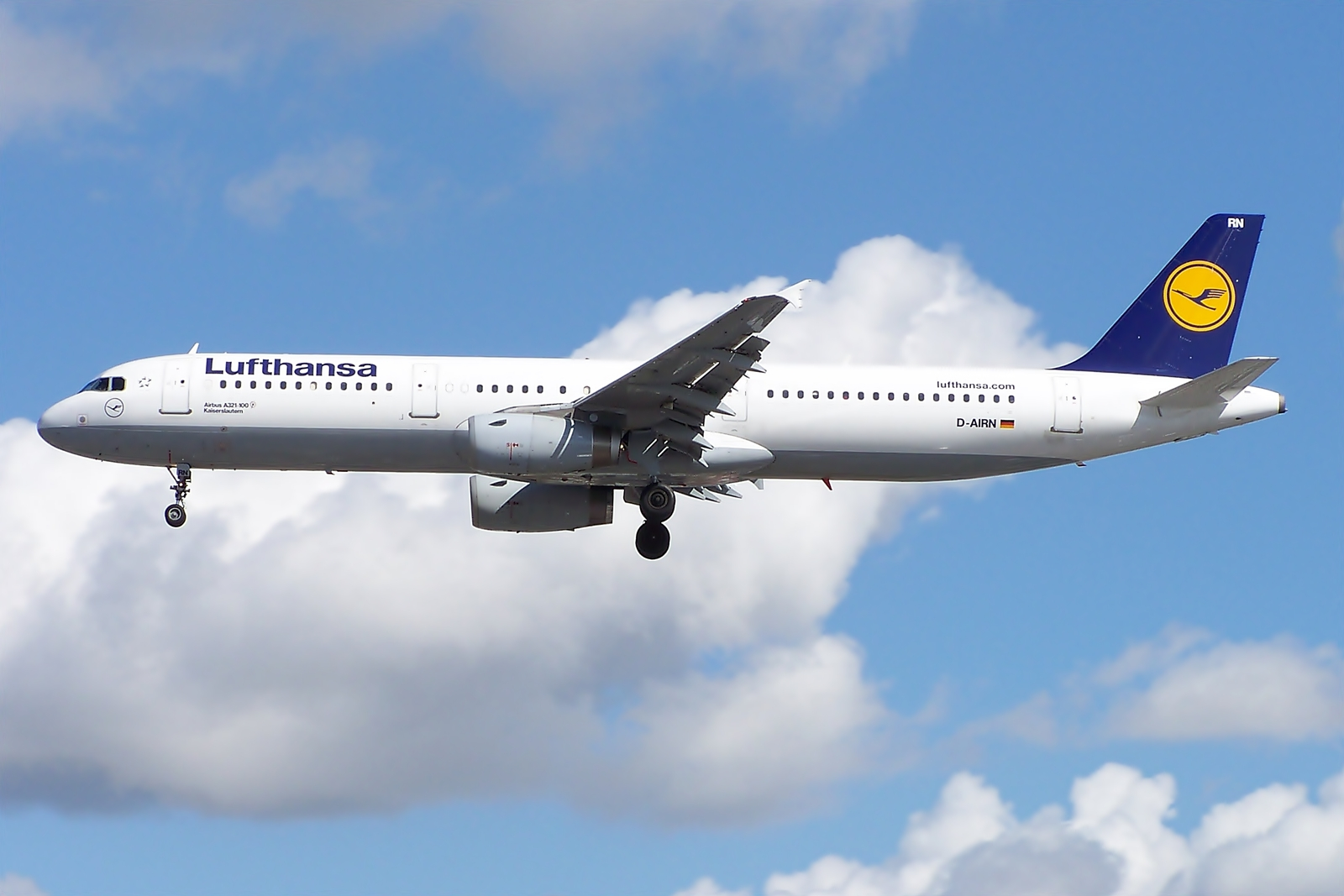
A321-231 Lufthansa

Лайнеры A321, введённые в эксплуатацию в начале 1994 года, являются самыми крупными в семействе A320. Типовая компоновка A321 предусматривает размещение 170 пассажиров в двух классах или до 220 пассажиров в одном классе для чартерных и бюджетных перевозок, при этом дальность полёта составляет до 5600 км.

### A320neo

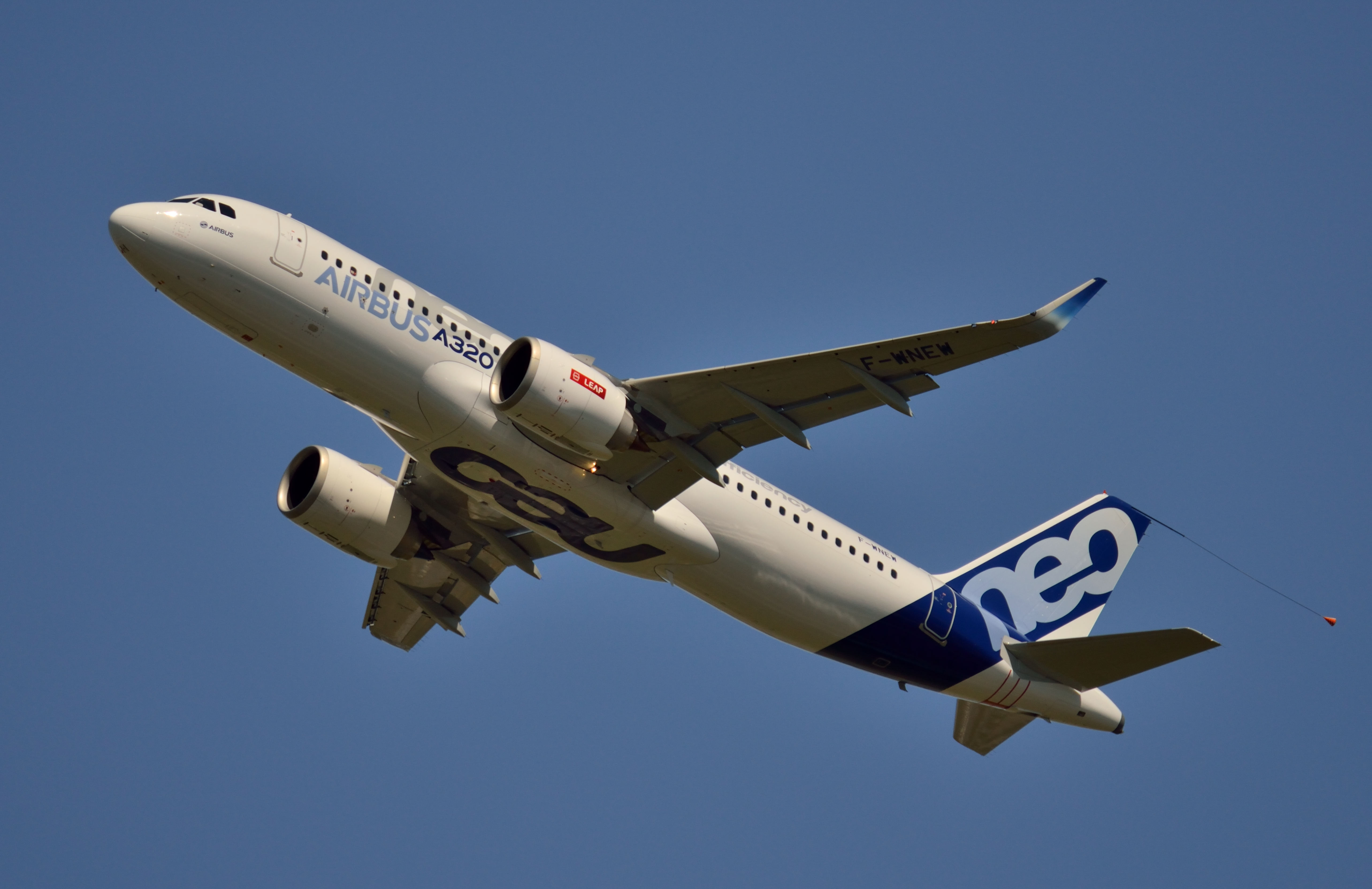
Airbus A320neo

#### A320neo (New Engine Option)
Несмотря на то, что свой первый полёт A320 совершил 22 февраля 1987 года, самолёт постоянно модернизируется в соответствии с требованиями времени. В настоящее время Airbus работает над установкой новых двигателей для семейства A320. Программа получила название New Engine Option (новые варианты двигателей, NEO). Заказчикам будут предложены двигатели CFM International LEAP-X и Pratt & Whitney PW1000G. Новые двигатели на 16 % экономичнее, однако реальная экономия после установки на самолёт будет немного меньше, поскольку 1—2 % экономии обычно теряется при установке двигателей на существующую модель. Новые двигатели позволят повысить дальность (на 950 км) или грузоподъёмность (на 2 тонны). A320neo также получит модифицированное крыло с концевыми шайбами типа «акулий плавник».
Генеральный директор Airbus заявил, что при установке двигателей Pratt & Whitney’s PW1000G можно с уверенностью ожидать снижения эксплуатационных расходов на 20 % по сравнению с существующими двигателями. Первые самолёты планируется поставить заказчикам в 2016 году, а всего, по планам Airbus, в течение последующих 15 лет будет поставлено около 4000 самолётов A320neo. Главным заказчиком новой модели стала авиакомпания Virgin America, оформившая «твёрдый» (то есть оплаченный) заказ на 30 самолётов A320neo в рамках договора на поставку 60 самолётов, заключённого 17 января 2011 года. В январе 2011 года авиакомпания IndiGo заключила предварительный контракт на поставку 150 самолётов A320neo и 30 A320.
На авиасалоне в Ле Бурже 2011 года Airbus объявил о получении заказов от Scandinavian Airlines System и лизинговой компании Air Lease, а также от индийской бюджетной авиакомпании IndiGo. 23 июня 2011 года Airbus объявил о получении заказа на 200 A320neo от Малайзийской бюджетной авиакомпании AirAsia. Этот заказ стал самым крупным в истории авиации. Всего в Ле Бурже Airbus получил рекордные 667 заказов на A320neo на сумму 60,9 миллиардов долларов. Всего с декабря 2010 года заказано 1029 самолётов этой модели, что сделало её самым популярным пассажирским самолётом в мире. 20 июля 2011 года авиакомпания American Airlines заказала 130 A320neo и 130 самолётов существующей модели A320. До этого American Airlines эксплуатировала исключительно самолёты Boeing. В январе 2012 года норвежская авиакомпания Norwegian Air Shuttle ASA (NAS) разместила рекордно крупный заказ, где помимо других, указано 100 самолётов A320neo.
В России первым заказчиком и пользователем A320neo стала авиакомпания S7 Airlines, которая на 2017 год обладала уже двумя самолётами A320neo. Также у компании был подписан контракт на получение двух самолётов A321neo до конца 2017 года.

## Лётно-технические характеристики
| Модель                                              | A318-100                                                                   | A319-100                                                           | A320-100/-200                                                  | A321-100/-200                                                      |
| --------------------------------------------------- | -------------------------------------------------------------------------- | ------------------------------------------------------------------ | -------------------------------------------------------------- | ------------------------------------------------------------------ |
| Длина:                                              | 31,44 м                                                                    | 33,84 м                                                            | 37,57 м                                                        | 44,51 м                                                            |
| Размах крыла:                                       | 34,1 м                                                                     | 34,1 м                                                             | 34,1 м                                                         | 34,1 м                                                             |
| Диаметр фюзеляжа:                                   | 3,95 м                                                                     | 3,95 м                                                             | 3,95 м                                                         | 3,95 м                                                             |
| Ширина салона:                                      | 3,70 м                                                                     | 3,70 м                                                             | 3,70 м                                                         | 3,70 м                                                             |
| Высота:                                             | 12,51 м                                                                    | 11,76 м                                                            | 11,76 м                                                        | 11,76 м                                                            |
| Площадь несущих поверхностей:                       | 122,6 м²                                                                   | 122,6 м²                                                           | 122,6 м²                                                       | 122,6 м²                                                           |
| Макс. взлётный вес:                                 | 68 000 кг                                                                  | 75 000 кг                                                          | 77 000 кг                                                      | 93 500 кг                                                          |
| Минимальная полоса при максимальной взлётной массе: | 1355 м                                                                     | 1950 м                                                             | 2090 м                                                         | 2180 м                                                             |
| Крейсерская скорость:                               | 840 км/ч или 0,78 М                                                        | 840 км/ч или 0,78 М                                                | 840 км/ч или 0,78 М                                            | 840 км/ч или 0,78 М                                                |
| Пассажировместимость:                               | 107 до 132                                                                 | 116 до 156                                                         | 140 до 180                                                     | 170 до 220                                                         |
| Дальность полёта:                                   | 5950 км                                                                    | 6850 км                                                            | 6150 км                                                        | 5950 км                                                            |
| Запас топлива:                                      | 24 210 л                                                                   | от 24 210 л до 30 190 л                                            | от 24 210 л до 30 190 л                                        | от 24 050 л до 30 030 л                                            |
| Пассажирских дверей:                                | 4                                                                          | 4                                                                  | 4                                                              | 8                                                                  |
| Аварийных выходов:                                  | 2                                                                          | 2                                                                  | 4                                                              | 4                                                                  |
| Практический потолок:                               | 12 000 м                                                                   | 12 000 м                                                           | 12 000 м                                                       | 12 000 м                                                           |
| Расход топлива: (на рабочей высоте в час)           | 2400 л                                                                     | 2600 л                                                             | 2700 л                                                         | 2900 л                                                             |
| Двигатели:                                          | 2 CFMI CFM56-5B каждый 105,9 кН или 2 Pratt & Whitney PW6000A каждый 96 кН | 2 CFMI CFM56-5B каждый 104,5 кН или 2 IAE V2500-A5 каждый 104,5 кН | 2 CFMI CFM56-5B каждый 118 кН или 2 IAE V2500-A5 каждый 118 кН | 2 CFMI CFM56-5B каждый 142,3 кН или 2 IAE V2500-A5 каждый 146,8 кН |
| Первый полёт:                                       | 15 января 2002                                                             | 25 августа 1995                                                    | 22 февраля 1987                                                | −100: марта 1993 / −200: 1996                                      |

Уровень шума взлетающего Airbus A320 — 82 децибела.

## Аварии и катастрофы
По состоянию на 31 октября 2020 года в общей сложности в результате катастроф и серьёзных аварий были потеряны 49 самолётов семейства Airbus А318/319/320/321. Airbus А318/319/320/321 пытались угнать 16 раз, при этом погиб 1 человек. Всего в этих происшествиях погибли 1490 человек.
Крупнейшая по числу жертв катастрофа в истории семейства A320 произошла 31 октября 2015 года, в ней погибли 224 человека.
| Дата       | Бортовой номер | Место происшествия             | Жертвы     | Краткое описание |
| ---------- | -------------- | ------------------------------ | ---------- | --- |
| 26.06.1988 | F-GFKC         | Абсем                          | 3/136      | Из-за нарушения правил демонстрационных полётов самолёт недопустимо снизился, зацепил деревья и разбился. |
| 14.02.1990 | VT-EPN         | Бангалор                       | 92/146     | Разбился при заходе на посадку из-за ошибок пилотов. |
| 20.01.1992 | F-GGED         | Страсбург                      | 87/96      | Разбился при снижении. Экипаж неверно задал параметры автопилота. |
| 14.09.1993 | D-AIPN         | Варшава                        | 2/70       | При посадке выкатился за пределы ВПП из-за ошибок экипажа. |
| 10.03.1997 | A4O-EM         | Абу-Даби                       | 0/115      | Прерванный взлёт. |
| 22.03.1998 | RP-C3222       | Баколод                        | 3+0/130    | При посадке пилоты забыли перевести в режим реверса один из двигателей. |
| 11.04.2000 | F-OHMD         | Минатитлан                     | 0/0        | Сгорел при заправке. |
| 23.08.2000 | A4O-EK         | Мухаррак                       | 143/143    | Разбился в море при уходе на третий круг из-за ошибок экипажа. |
| 07.02.2001 | EC-HKJ         | Бильбао                        | 0/143      | Грубая посадка. |
| 24.07.2001 | 4R-ABA         | Коломбо                        | н.д.       | Атака «Тамильских тигров» на аэропорт. |
| 28.08.2002 | N635AW         | Финикс                         | 0/159      | Грубая посадка. |
| 19.01.2003 | N313NB         | Нью-Йорк                       | 0/2        | Врезался в стену при движении к терминалу из-за ошибки техников. |
| 21.03.2003 | B-22603        | Тайнань                        | 0/175      | Грубая посадка. |
| 03.05.2006 | EK-32009       | Сочи                           | 113/113    | Упал в воду при уходе на второй круг из-за ошибок экипажа. |
| 05.05.2006 | EK-32001       | Брюссель                       | 0/0        | Сгорел в ангаре. |
| 05.05.2006 | EK-32010       | Брюссель                       | 0/0        | Сгорел в ангаре. |
| 05.05.2006 | SX-BVB         | Брюссель                       | 0/0        | Сгорел в ангаре. |
| 18.07.2007 | PR-MBK         | Сан-Паулу                      | 12+187/187 | При посадке сошёл с ВПП и врезался в здания. |
| 26.10.2007 | RP-C3224       | Бутуан                         | 0/154      | Выкатился за пределы ВПП и врезался в деревья. |
| 30.05.2008 | EI-TAF         | Тегусигальпа                   | 2+3/124    | Выкатился за пределы ВПП и разрушился на две части. |
| 27.11.2008 | D-AXLA         | Перпиньян                      | 7/7        | Тестовый полёт. Обледенение датчиков системы сваливания. |
| 15.01.2009 | N106US         | Гудзон                         | 0/155      | В двигатели попали птицы. Аварийная посадка на воду. |
| 28.07.2010 | AP-BJB         | Исламабад                      | 152/152    | При заходе на посадку в сложных метеоусловиях врезался в гору. |
| 24.09.2010 | EI-EDM         | Палермо                        | 0/129      | Грубая посадка до торца ВПП. Списан. |
| 25.08.2011 | 5A-ONK         | Триполи                        | 0/0        | Повреждён в ходе боёв в аэропорту, сгорел во время новых столкновений в 2014 году. |
| 05.05.2012 | JA8384         | Сендай                         | 0/108      | Задел хвостом ВПП при уходе на второй круг. Списан. |
| 06.02.2013 | TS-IMB         | Тунис-Карфаген                 | 0/83       | Посадка с убранной передней стойкой. Списан. |
| 16.03.2013 | N620SC         | Джакарта                       | 0/0        | Повреждён на стоянке во время грозы. |
| 03.07.2013 | JY-PTA         | Триполи                        | 0/1        | Пожар в кабине пилотов (во время техобслуживания взорвался кислородный баллон). |
| 05.01.2014 | VT-ESH         | Джайпур                        | 0/179      | Посадка в стороне от ВПП в сложных метеоусловиях. |
| 14.04.2014 | XY-AGT         | Янгон                          | 0/н.д.     | При буксировке столкнулся с другим самолётом на перроне. |
| 27.07.2014 | 5A-LAI         | Триполи                        | 0/0        | Хвостовая часть разрушена при артиллерийском обстреле аэропорта. |
| 28.12.2014 | PK-AXC         | Яванское море                  | 162/162    | Упал в воду из-за неполадок бортового компьютера и ошибочных действий экипажа по их устранению. |
| 24.03.2015 | D-AIPX         | Альпы                          | 150/150    | Второй пилот намеренно направил самолёт в горный массив. |
| 29.03.2015 | C-FTJP         | Галифакс                       | 0/137      | Грубая посадка до торца ВПП, зацепил крылом ЛЭП. |
| 14.04.2015 | HL7762         | Хиросима                       | 0/82       | При посадке зацепил антенну РЛС, сошёл с ВПП. Списан. |
| 25.04.2015 | TC-JPE         | Стамбул                        | 0/97       | Пожар двигателя. После аварийной посадки сошёл с ВПП, развернувшись на 180°. |
| 31.10.2015 | EI-ETJ         | Синайский полуостров           | 224/224    | Взорван террористами. |
| 02.02.2016 | SX-BHS         | Могадишо                       | 1/81       | Попытка взрыва, совершил экстренную посадку. Списан. |
| 19.05.2016 | SU-GCC         | Средиземное море               | 66/66      | Пожар на борту с потерей управления. Власти Египта предполагают, что на борту произошёл взрыв. |
| 08.12.2017 | A7-AIB         | Доха                           | 0/н.д.     | Пожар на стоянке во время техобслуживания. |
| 15.01.2018 | 5A-ONC         | Триполи                        | 0/0        | Повреждён при обстреле во время боёв рядом с аэропортом. |
| 28.02.2018 | ES-SAN         | Таллин                         | 0/7        | Учебный полёт. Сел в снегу до торца ВПП из-за потери управления. |
| 14.05.2018 | B-6419         | Сычуань                        | 0/128      | Взрывная декомпрессия во время полёта из-за отделившегося лобового стекла. Совершил аварийную посадку. |
| 15.08.2019 | VQ-BOZ         | Московская область             | 0/233      | После взлёта в двигатели попали птицы. Совершил аварийную посадку на кукурузном поле. Списан. |
| 10.01.2020 | VQ-BRS         | Анталья                        | 0/7        | Перегоночный рейс. При грубой посадке носовая стойка шасси пробила фюзеляж. Списан. |
| 22.05.2020 | AP-BLD         | Карачи                         | 1+97/99    | После попытки ухода на второй круг из-за касания ВПП обоими двигателями (посадка с убранными шасси) рухнул на жилые дома. |
| 02.12.2021 | VQ-BGU         | Магадан                        | 0/209      | После взлёта, на высоте около 2000 метров, в тяжелых метеоусловий произошло обледенение (предположительно из-за некачественной противообледенительной обработки), отключился автопилот и лайнер перешёл в сваливание. Была совершена аварийная посадка в Иркутске. |
| 12.05.2022 | B-6425         | Чунцин                         | 0/122      | Выкатился за пределы ВПП. Расследование продолжается. |
| 02.11.2022 | RA-73830       | Иркутск                        | 0/89       | Заклинило тормоза в положении PARKING BRAKE. Были повреждены колёса основной стойки шасси. |
| 18.11.2022 | CC-BHB         | Лима                           | 2+0/108    | При взлёте столкнулся с пожарной машиной, пересекающей ВПП. |
| 12.09.2023 | RA-73805       | Каменка, Новосибирская область | 0/167      | Произошёл отказ гидросистемы. Совершил аварийную посадку на открытый участок местности. |
| 13.09.2023 | RA-73466       | Анадырь                        | 0/157      | Столкнулся с чайкой при заходе на посадку. Был повреждён носовой обтекатель самолёта. |
| 28.01.2025 | HL7763         | Пусан                          | 0/176      | Во время подготовки к вылету, в хвостовой части произошло возгорание, быстро распространившееся по всему фюзеляжу. Самолёт полностью выгорел. |

## Самолёты-аналоги
Главными конкурентами для семейства A320 являются самолёты семейства Bombardier СS 300 (C Series) и Boeing 737NG. Boeing 757 соперничает с A321, обладая несколько большей дальностью и несколько большей пассажировместимостью, однако его производство было прекращено в 2005 году. На 2021 год среднемагистральные Иркут MС-21 и Comac C919 ещё не поступили в эксплуатацию, но имеют подписанные договоры о поставке, что делает их потенциальными конкурентами.
Для моделей A318 и A319 соперничающими моделями могут быть устаревшие модификации, такие как снятый с производства Boeing 717.
Советские самолёты Ту-134 и Ту-154, обладая близкими параметрами, тратят на перевозку каждого пассажира больше керосина и не выдерживают в коммерческой конкуренции. Более новая модель Ту-204/214 в целом сопоставима с А321 по коммерческой эффективности, однако выпущена в незначительном количестве (менее ста машин), планируется производить десять Ту-214 в год, 70 Ту-214 до 2030 года, поэтому также не может рассматриваться в качестве серьёзного конкурента. Российский МС-21 в связи с санкциями переходит на импортозамещение, которое займёт 2—3 года. После объединения Bombardier и Airbus самолёты серии CS, которые с 2018 года выпускаются как A220, стали внутрибрендовыми конкурентами.